# Nguyễn Nam Hồng
Thiếu tướng Nguyễn Nam Hồng (1930-2008) là một tướng lĩnh Quân đội nhân dân Việt Nam. Ông từng giữ chức Tư lệnh Binh chủng Pháo binh từ năm 1988 đến năm 1995.

## Thân thế
Ông sinh ngày 2 tháng 10 năm 1930 tại xã Nghĩa Long, thị xã Phủ Lạng Thương (nay thuộc phường Thọ Xương, thành phố Bắc Giang), tỉnh Bắc Giang. Sinh ra trong một gia đình tiểu thương có truyền thống nho học, ngay từ nhỏ, ông được gia đình nuôi ăn học chu đáo.
Ảnh hưởng bởi phong trào Việt Minh, tháng 7 năm 1945, với bí danh Sơn Nam, ông tham gia lực lượng Việt Nam Giải phóng quân Nghĩa Lộ, Yên Bái, khi mới 15 tuổi. Tháng 11 năm 1945, ông được cử làm Tiểu đội trưởng, Trung đoàn Phú Yên, tỉnh Yên Bái.
khi Toàn quốc kháng chiến bùng nổ, ông được cử làm Trung đội trưởng Trinh sát, Tiểu đoàn 478, Trung đoàn Bắc Bắc. Đến tháng 1 năm 1949, do có kiến thức, ông được rút về Liên khu Việt Bắc, làm công tác Trợ lý, rồi Quản trị trưởng, Đại đội Vận tải Liên khu Việt Bắc.
Từ tháng 1 năm 1951, ông được cử Học viên Lục quân khóa 6, phân hiệu Lục quân Trung bộ. Sau khi tốt nghiệp tháng 1 năm 1952, ông được điều tham gia công tác trực tiếp chiến đấu, làm Trung đội trưởng, Tiểu đoàn 4, Trung đoàn 44, Liên khu 4.
Sau khi chính phủ Việt Nam Dân chủ Cộng hòa tiếp quản miền Bắc Việt Nam, tháng 2 năm 1955, ông được cử làm Phái viên Huấn luyện Tác chiến, Tiểu đoàn 3, Trung đoàn 20, Bộ tư lệnh Liên khu 5. Ngày 25 tháng 7 năm 1955, ông được kết nạp vào Đảng Lao động Việt Nam.
Từ tháng 3 năm 1956 đến tháng 4 năm 1964, ông lần lượt giữ các chức vụ: Trợ lý Trinh sát, Đại đội trưởng, Tiểu đoàn phó, Tiểu đoàn trưởng Tiểu đoàn 11, Trung đoàn 78, Sư đoàn 325. Năm 1958, ông được phong quân hàm Trung úy, không lâu sau được thăng Thượng úy.
Tháng 5 năm 1964, ông được thăng Đại úy, được phân công giữ chức vụ Trợ lý Phòng pháo binh Quân khu 4, Trợ lý Phòng pháo binh B4, B5 Trị Thiên; Phó ban Pháo binh Sư đoàn 324, B4 Trị Thiên.
Từ tháng 5 năm 1973, ông được cử đi học lớp Tham mưu - Học viện Quân sự. Sau khi tốt nghiệp khóa học, ông được thăng quân hàm Trung tá, giữ chức vụ Phó phòng tác chiến Binh chủng Pháo binh và được cử đi học tại Học viện Pháo binh tại Liên Xô.
Từ tháng 5 năm 1975 đến tháng 5 năm 1980, ông lần lượt giữ các chức vụ: Trưởng phòng tác chiến, Tham mưu phó Binh chủng kiêm Chủ nhiệm pháo binh Quân đoàn 29 và được thăng quân hàm Thượng tá tháng 6 năm 1979.
Tháng 6 năm 1980, ông được cử đi học tại Học viện quân sự cao cấp Bộ Quốc phòng. Tháng 7 năm 1981, ông được thăng quân hàm Đại tá và lần lượt giữ các chức vụ: Trưởng phòng Tác chiến, Phó Tham mưu trưởng, Phó tư lệnh kiêm Tham mưu trưởng Binh chủng Pháo binh. Tháng 7 năm 1988, ông được bổ nhiệm làm Tư lệnh kiêm Phó bí thư Đảng ủy Binh chủng Pháo binh và giữ chức vụ này cho đến khi về hưu tháng 4 năm 1997.
Ông được thăng quân hàm Thiếu tướng năm 1989.
Ông qua đời ngày 16 tháng 11 âm lịch năm 2008 tại Hà Nội.

## Vinh danh
Do những đóng góp của mình, ông được nhà nước Việt Nam trao tặng:
- Huân chương Độc lập hạng ba
- Huân chương Quân công hạng Nhì
- Huân chương Kháng chiến chống Mỹ hạng Nhất
- 2 Huân chương Quân giải phóng Việt Nam hạng Nhì, hạng Ba
- Huân chương Chiến thắng hạng Ba
- Huân chương Chiến công hạng Nhì
- 3 Huân chương Chiến sĩ vẻ vang hạng Nhất, hạng Nhì, hạng Ba
- Huy chương Quân kỳ Quyết thắng